# 沈藻
沈藻（1534年—？），字元明，浙江嘉興府海鹽縣人，民籍，明朝政治人物。

## 生平
隆慶元年（1567年）丁卯科浙江鄉試第六十五名舉人，二年（1568年）中式戊辰科會試第一百八十四名，二甲第五十四名進士。官南直隸泰州知州，以㢘潔聞。以忤要路，掛冠歸。

## 家族
曾祖沈珩；祖父沈昭；父沈仁，母陳氏。具慶下。弟沈苓。